# Jilotepec (municipalité)
La municipalité de Jilotepec est l'une des 212 municipalités de l'État de Veracruz, et est située dans la partie centrale de cet État. Située à l'ouest du golfe du Mexique, la municipalité est assise sur les contreforts de la Sierra Madre orientale, et se trouve dans le bassin versant du fleuve Río Actopan. Son chef-lieu est la ville éponyme de Jilotepec. Elle fait partie de la "Zona metropolitana de Xalapa", aire urbaine qui regroupe autour de la ville de Xalapa les municipalités faisant partie de sa sphère d'influence. Elle appartient également à la région administrative de Capital, qui est une des 10 subdivisions administratives de l'État de Veracruz, et qui comprend la capitale étatique, Xalapa.

## Géographie
La municipalité de Jilotepec s'étend d'ouest en est entre les bassins versants de deux rivières tributaires du fleuve Río Actopan, le Río Noalinco, forme brièvement sa limite au nord-est, et le Río Sedeño, qui passe plus au sud. Assise sur les contreforts de la chaîne de montagnes de la Sierra Madre orientale, son altitude oscille entre 860 et 1900 mètres. Son chef-lieu, la ville éponyme de Jilotepec, se situe dans la partie sud-ouest de son territoire. Ce territoire couvre une superficie de 56,2 km2, et était peuplé en 2015 de 16 682 habitants, pour une densité de 296,9 km2.
Cette municipalité fait partie de la Zona metropolitana de Xalapa (es), qui est composée des municipalités de Banderilla, Coatepec, Coacoatzintla, Emiliano Zapata, Xalapa, Jilotepec, Rafael Lucio, Tlalnelhuayocan et Xico, regroupant une population totale de 789 157 habitants.
Elle est limitrophe au nord des municipalités de Naolinco, Coacoatzintla, à l'ouest de celles de Tlacolulan et de Rafael Lucio, et au sud de celles de Banderilla et de Xalapa.

## Composition et démographie
La municipalité était composée en 2015 de 38 localités, dont 2 étaient considérées comme urbaines, les autres étant rurales.
| Localité                      | Population |
| ----------------------------- | ---------- |
| Jilotepec                     | 3871       |
| La Concepción                 | 3684       |
| Vista Hermosa Primera Manzana | 1569       |
| Paso de San Juan              | 1108       |
| El Pueblito (Garbanzal)       | 1090       |
| Reste des localités           | 3991       |
| Total population              | 16 682     |

En plus de l'espagnol, plusieurs langues amérindiennes sont parlées dans la municipalité, dont les principales sont par ordre d'importance : le totonaque, le nahuatl, le tseltal, et le mam.

## Économie

### Agriculture et élevage
La superficie des parcelles semées représentait en 2019 une surface totale de 2744 hectares, parmi lesquels 1776 hectares étaient voués à la culture du caféier, 724 hectares étaient voués à la culture de la canne à sucre, et 244 hectares étaient voués à celle du maïs.
En 2019, la production de viande par tonnes comprenait 124,9 tonnes de viande bovine, 141,2 tonnes de viande porcine, 25,6 tonnes de viande ovine, 1,1 tonne de viande caprine, 22,5 tonnes de volailles, et 3,1 tonne de dinde. La superficie vouée à l'élevage représentait alors 1387 hectares.